# Bestätigungsvermerk
Der Bestätigungsvermerk (auch Testat, aus lateinisch testatum, das Bezeugte) ist in der Wirtschaft und im Handelsrecht das Gesamturteil eines Abschlussprüfers nach der Prüfung des Jahresabschlusses von Unternehmen oder sonstigen Personenvereinigungen.

## Allgemeines
Nach § 242 Abs. 1, 2 und 3 HGB hat der Kaufmann für den Schluss eines jeden Geschäftsjahrs eine Aufstellung über Vermögen und Schulden (Bilanz) und eine Gegenüberstellung der Aufwendungen und Erträge (Gewinn- und Verlustrechnung) des Geschäftsjahrs zu erstellen. Die Bilanz und die Gewinn- und Verlustrechnung bilden den Jahresabschluss.
Die Aufstellung des Jahresabschlusses durch den Kaufmann (Unternehmer) selbst bedeutet eine Interessenkollision, weil der Unternehmer dazu neigen könnte, den Geschäftsverlauf im Jahresabschluss günstiger darzustellen als er tatsächlich gewesen ist (Gefahr der Bilanzfälschung). Um dem vorzubeugen, prüfen unabhängige Dritte mit Sachverstand den Jahresabschluss, einen etwaigen Anhang und etwaige Lage- und Risikoberichte. Diese Dritte sind Wirtschaftsprüfer oder Buchprüfer.
Deshalb hat gemäß § 1 Abs. 1 PublG ein Unternehmen Rechnung zu legen, wenn für den Bilanzstichtag des Ablaufs eines Geschäftsjahrs (Abschlussstichtag) und für die zwei darauf folgenden Abschlussstichtage jeweils mindestens zwei der drei folgenden Merkmale zutreffen: Die Bilanzsumme übersteigt 65 Millionen Euro, die Umsatzerlöse des Unternehmens in den zwölf Monaten vor dem Abschlussstichtag übersteigen 130 Millionen Euro und das Unternehmen hat in den zwölf Monaten vor dem Abschlussstichtag durchschnittlich mehr als 5000 Arbeitnehmer beschäftigt.
Durch den Bestätigungsvermerk soll die interessierte Öffentlichkeit (Anleger, Finanzverwaltung, Gesellschafter, Gläubiger, Massenmedien und Wettbewerber) über das Ergebnis einer Prüfung unterrichtet werden.

## Rechtsgrundlagen
Der Rechtsbegriff des Bestätigungsvermerks findet sich in § 322 HGB und § 313 Abs. 2 AktG, wonach der Abschlussprüfer über das Ergebnis der Prüfung schriftlich zu berichten hat. Der Prüfbericht enthält zum Schluss einen Bestätigungsvermerk (Testat) des Wirtschaftsprüfers, der mit Angabe von Ort und Tag vom Wirtschaftsprüfer zu unterzeichnen ist (§ 313 Abs. 5 AktG). Hat ein Abschlussprüfer den Jahresabschluss selbst aufgestellt, so kann er diesen nicht prüfen und auch keinen Bestätigungsvermerk erteilen (§ 319 Abs. 3 Nr. 3a HGB).
Erteilen Wirtschaftsprüfungsgesellschaften gesetzlich vorgeschriebene Bestätigungsvermerke, so dürfen diese nach § 32 WPO nur von Wirtschaftsprüfern unterzeichnet werden; sie dürfen auch von vereidigten Buchprüfern unterzeichnet werden, soweit diese gesetzlich befugt sind, Bestätigungsvermerke zu erteilen. Gleiches gilt für sonstige Erklärungen im Rahmen von Tätigkeiten, die den Berufsangehörigen gesetzlich vorbehalten sind.
Das Institut der Wirtschaftsprüfer (IDW) gibt laufend Prüfungsstandards und „IDW-Verlautbarungen“ heraus, nach denen Wirtschaftsprüfer – unbeschadet ihrer Eigenverantwortlichkeit – ihrer Tätigkeit nachgehen können. Mit dem Bestätigungsvermerk befassen sich die IDW PS 401 ff. Im Jahre 1988 hat das IDW in einem Fachgutachten erstmals „Grundsätze für die Erteilung von Bestätigungsvermerken bei Abschlussprüfungen“ herausgegeben.

## Inhalt
Unternehmen von öffentlichem Interesse erhalten nach IDW PS 401 ff. folgenden uneingeschränkten Bestätigungsvermerk:
„Wir haben den Jahresabschluss zum (Datum) der (Unternehmen) geprüft. Darüber hinaus haben wir den Lagebericht vom (Datum) bis zum (Datum) geprüft. Die in der Anlage genannten Bestandteile des Konzernlageberichts haben wir in Einklang mit den deutschen gesetzlichen Vorschriften nicht inhaltlich geprüft. Nach unserer Beurteilung aufgrund der bei der Prüfung gewonnenen Erkenntnisse
- entspricht der beigefügte Jahresabschluss in allen wesentlichen Belangen den IFRS, wie sie in der EU anzuwenden sind, und den ergänzend nach § 315e Abs. 1 HGB anzuwendenden deutschen gesetzlichen Vorschriften und vermittelt unter Beachtung dieser Vorschriften ein den tatsächlichen Verhältnissen entsprechendes Bild der Vermögens- und Finanzlage des Unternehmens zum (Datum) sowie seiner Ertragslage für das Geschäftsjahr vom (Datum) bis zum (Datum) und
- vermittelt der beigefügte Lagebericht insgesamt ein zutreffendes Bild von der Lage des Unternehmens. In allen wesentlichen Belangen steht dieser Lagebericht in Einklang mit dem Jahresabschluss, entspricht den deutschen gesetzlichen Vorschriften und stellt die Chancen und Risiken der zukünftigen Entwicklung zutreffend dar. Unser Prüfungsurteil zum Lagebericht erstreckt sich nicht auf den Inhalt der in der Anlage genannten Bestandteile des Lageberichts.

Gemäß § 322 Abs. 3 Satz 1 HGB erklären wir, dass unsere Prüfung zu keinen Einwendungen gegen die Ordnungsmäßigkeit des Jahresabschlusses und des Lageberichts geführt hat.“
Der am Schluss des Jahresabschlusses übernommene Bestätigungsvermerk gibt der Öffentlichkeit, insbesondere Aktionären, Gläubigern (unter anderem Kreditinstituten als Kreditgeber), Massenmedien oder Wettbewerbern eine gewisse Auskunft über die Qualität des Jahresabschlusses, darf jedoch nicht überschätzt werden.

## Aufbau
Der Bestätigungsvermerk besteht aus der Überschrift, dem einleitenden Abschnitt, dem beschreibenden Abschnitt, der Beurteilung durch den Abschlussprüfer, der Unterschrift und dem Siegel des Prüfers. Gegebenenfalls erfolgt ein Hinweis zur Beurteilung des Prüfungsergebnisses und ein Hinweis auf eine Bestandsgefährdung.
- Überschrift: bei einer positiven Aussage zur Prüfung wird der Bestätigungsvermerk erwähnt, bei negativer Aussage darf das Wort Bestätigungsvermerk nicht verwendet werden. Sollte es sich um eine gesetzliche Abschlussprüfung handeln, wird im Vermerk kein Adressat genannt.
- Einleitender Abschnitt: hier werden der Gegenstand der Prüfung, inklusive Nennung des geprüften Unternehmens und des geprüften Jahres und die zugrunde gelegten Vorschriften der Rechnungslegung genannt.
- Beschreibender Abschnitt: hier werden genannt:
  - Art und Umfang der Prüfung,
  - ob es eine freiwillige oder Pflichtprüfung ist,
  - zugrunde gelegte Prüfungsstandards (z. B. die des Instituts der Wirtschaftsprüfer),
  - Hinweis auf die Prüfung des Internen Kontrollsystems (IKS),
  - Beurteilung der angewandten Rechnungslegungsgrundsätze,
  - ggf. zusätzliche Informationen bezüglich gesetzlicher Regelungen, die erfasst werden müssen,
  - Erklärung, dass die Prüfung eine ausreichende Grundlage für das abgegebene Urteil ermöglichte;
- Beurteilung durch den Abschlussprüfer:
  - es muss ein Urteil abgegeben werden, ob alle geltenden Vorschriften eingehalten wurden,
  - das Urteil muss klar und verständlich ausgedrückt sein,
  - es gibt vier Formen des Prüfungsurteils:
    - uneingeschränkter Bestätigungsvermerk,
    - eingeschränkter Bestätigungsvermerk,
    - Versagungsvermerk aufgrund von Einwendungen,
    - Versagungsvermerk aufgrund von Prüfungshemmnissen,
    - in besonderen Fällen kann ein Prüfungsurteil nachträglich widerrufen werden. Dann müssen Registergericht, Aufsichtsorgane sowie weitere Personen, die von dem Bestätigungsvermerk Kenntnis haben, unmittelbar informiert werden.

Darüber hinaus gibt es den Bestätigungsvermerk eines beeidigten Übersetzers, mit welchem er die Richtigkeit und Vollständigkeit der vorliegenden Übersetzung bestätigt.

## Arten
An Stelle dieses uneingeschränkten Bestätigungsvermerks gibt es folgende Abstufungen:

### Eingeschränkter Bestätigungsvermerk
Eine Einschränkung muss erfolgen, wenn ein den tatsächlichen Verhältnissen entsprechendes Bild der Vermögens-, Finanz- und Ertragslage durch den Abschluss nicht gegeben ist. Das Wort Einschränkung muss dabei zwingend verwendet werden, und es muss deutlich ausgedrückt werden, warum der Vermerk eingeschränkt wurde. Eine Einschränkung erfolgt, wenn es wesentliche Beanstandungen in Teilen der Rechnungslegung gab. Weiterhin wird der Vermerk erteilt, wenn Prüfungshemmnisse eine hinreichend sichere Beurteilung verhindern. Die Wesentlichkeit eines Hemmnisses hängt dabei vom Verhältnis der beanstandeten Größe zu anderen Größen ab. Auch mehrere an sich unwesentliche Mängel können in ihrer Summe wesentlich werden und dadurch zu einer Einschränkung des Vermerks führen. Verstöße gegen Gesetze, Satzung, Gesellschaftsvertrag o. ä. führen auch zu einer Versagung, sofern sie rechnungslegungsrelevant sind. Auch Mängel in der Buchführung als solcher können zu einer Einschränkung führen. Es ist auch möglich, dass Verstöße des Vorjahres gegen Bestimmungen zu einer Einschränkung führen, so sie auf die geprüfte Periode noch einen wesentlichen Einfluss haben. Sollten Prüfungshemmnisse wie die Verweigerung von Auskünften auftreten, ist der Bestätigungsvermerk ebenfalls nicht mehr uneingeschränkt.
Wenn der Mangel während der Prüfung korrigiert wurde, soll der Prüfungsvermerk uneingeschränkt erfolgen.

### Versagungsvermerk aufgrund von Einwendungen
Ein Versagungsvermerk aufgrund von Einwendungen muss erteilt werden, wenn der Jahresabschluss insgesamt oder sehr bedeutende Teile des Jahresabschlusses eine Erteilung einer Einschränkung nicht mehr rechtfertigen. Die Gründe für die Versagung müssen dargestellt werden. Der Versagungsvermerk enthält deshalb ein negatives Urteil. Das Wort Bestätigungsvermerk darf nicht verwendet werden.

### Versagungsvermerk aufgrund von Prüfungshemmnissen
Ein Versagungsvermerk aufgrund von Prüfungshemmnissen (englisch Disclaimer of opinion) wird erteilt, wenn der Abschlussprüfer nicht in der Lage ist, ein Prüfungsurteil abzugeben. Beispiele für Prüfungshemmnisse sind die Verweigerung von Vorlage- und Auskunftspflichten, die Nichtteilnahme des Abschlussprüfers an der Inventur und die Zerstörung von Unterlagen durch höhere Gewalt. Dabei muss der Abschlussprüfer alle angemessenen, d. h. rechtlich zulässigen und wirtschaftlich vertretbaren Möglichkeiten zur Klärung des Sachverhalts ausgeschöpft haben. Darüber hinaus muss das Prüfungshemmnis so wesentlich sein, dass eine Einschränkung des Bestätigungsvermerks nicht mehr in Frage kommt. Im Gegensatz zum Versagungsvermerk aufgrund von Einwendungen beinhaltet der Versagungsvermerk aufgrund von Prüfungshemmnissen jedoch kein negatives Prüfungsurteil.
Die Grenze zwischen Einwendungen, die zur Einschränkung führen, und Einwendungen, welche die Versagung des Bestätigungsvermerks zur Folge haben müssen, ist schwierig und umstritten.

## Wirtschaftliche Aspekte
Der Bestätigungsvermerk unterrichtet die Öffentlichkeit darüber, ob die nach Berufsgrundsätzen durchgeführte Prüfung des Rechnungswesens und des Jahresabschlusses eines Unternehmens den gesetzlichen Vorschriften und den Grundsätzen ordnungsmäßiger Buchführung entspricht. Ein unmittelbares Urteil über die wirtschaftliche Lage eines Unternehmens ist hiermit nicht verbunden. Die Jahresabschlussprüfung ist nicht darauf ausgerichtet, festzustellen, wie ein Unternehmen geführt wird und gewirtschaftet hat, ob seine Investitionen sinnvoll sind und ob Marktpotenziale genutzt werden. Weder Prüfbericht noch Testat sind ein Zeugnis über die Bonität eines Unternehmens.
Dessen ungeachtet zeigt sich die Bedeutung des Bestätigungsvermerks durch seine Anforderungen der Banken- und Versicherungsaufsicht. Nach  § 26 Abs. 1 KWG müssen die Kreditinstitute den Jahresabschluss in den ersten drei Monaten des Geschäftsjahres für das vergangene Geschäftsjahr aufstellen und den aufgestellten sowie später den festgestellten Jahresabschluss und den Lagebericht der BaFin und der Deutschen Bundesbank jeweils unverzüglich einreichen. Der Jahresabschluss muss mit dem Bestätigungsvermerk oder einem Vermerk über die Versagung der Bestätigung versehen sein. Eine gleichlautende Vorschrift findet sich in den §§ 35 ff. VAG für Versicherungsunternehmen.

## International
Die deutschen handelsrechtlichen Vorschriften orientieren sich eng an den International Standards on Auditing, die laufend aktualisiert werden.